# Tim Payne (calciatore)
Tim Payne (Auckland, 10 gennaio 1994) è un calciatore neozelandese, difensore del Wellington Phoenix e della nazionale neozelandese.

## Caratteristiche tecniche
Attaccante capace di ricoprire più ruoli, ha uno stile di gioco basato sul dinamismo; cerca spesso il dialogo con i compagni.

## Carriera

### Club
Ha esordito come calciatore professionista nel 2009 militando per l'Auckland City e, dopo solo una stagione, è stato acquistato dal Waitakere United dove finora gioca come titolare.
Il 24 novembre 2011 i Blackburn Rovers ne acquistano il cartellino strappandolo alla concorrenza; inizialmente si aggregherà alla squadra giovanile dei Rovers per poi firmare il contratto non appena diventerà maggiorenne, cioè a gennaio 2012.
Nel luglio 2014 rientra in patria, accasandosi all'Auckland City.
L'anno successivo emigra negli USA per giocare con la seconda squadra dei Portland Timbers.

### Nazionale
Nel 2011 viene convocato nell'Under-20 per prendere parte al campionato mondiale di calcio Under-20.

## Palmarès

### Club

#### Competizioni nazionali
- New Zealand Football Championship: 2

Waitakere United: 2011
Auckland City: 2014-2015

#### Competizioni internazionali
- OFC Champions League: 1

Auckland City: 2014-2015

### Nazionale
- Coppa d'Oceania: 1

Figi/Vanuatu 2024